# Un souriceau pas comme les autres
 (juillet 2020).
Pour plus de détails, voir Fiche technique et Distribution.
Un souriceau pas comme les autres (Mouse-Placed Kitten en anglais) est un cartoon américain Merrie Melodies de 1959 réalisé par Robert McKimson. 